# (72556) 2001 EY4
(72556) 2001 EY4 – planetoida z pasa głównego asteroid okrążająca Słońce w ciągu 4,89 lat w średniej odległości 2,88 j.a. Odkryta 2 marca 2001 roku.